# Autoserica liliputana
Autoserica liliputana är en skalbaggsart som beskrevs av Moser 1916. Autoserica liliputana ingår i släktet Autoserica och familjen Melolonthidae. Inga underarter finns listade.